# Strymon privata
Strymon privata är en fjärilsart som beskrevs av Cour. Strymon privata ingår i släktet Strymon och familjen juvelvingar. Inga underarter finns listade i Catalogue of Life.